# Elmohardyia tuberosa
Elmohardyia tuberosa är en tvåvingeart som beskrevs av José Albertino Rafael 1988. Elmohardyia tuberosa ingår i släktet Elmohardyia och familjen ögonflugor.
Artens utbredningsområde är Panama. Inga underarter finns listade i Catalogue of Life.